# Natri diuranat
Natri điuranat, Na2U2O7, là 1 muối urani, thường được biết đến dưới dạng oxit màu vàng của urani. Cùng với amoni điuranat, nó là 1 thành phần của "yellowcake" (urania) thời kì đầu, tỉ lệ của 2 chất này phụ thuộc điều kiện tạo thành; ngày nay "yellowcake" phần lớn là hỗn hợp các oxit urani.
Theo phương pháp cổ điển tinh chế urani, quặng uraninit được nghiền vỡ và trộn với hỗn hợp axit sunfuric và axit nitric. Urani hoà tan tạo thành uranyl sunfat, và natri hydroxide được thêm vào để kết tủa urani dưới dạng natri điuranat. Phương pháp cũ xưa này đã bị thay thế trong thực nghiệm bởi các phương pháp mới hơn như: chiết bằng dung môi (solvent extraction), trao đổi ion (ion exchange) và bay hơi (volatility).
Trong lịch sử, nó được dùng rộng rãi để sản xuất thủy tinh urani, muối natri dễ dàng hoà tan vào chất nền silica trong suốt quá trình nung chảy ban đầu.